# 骨化三醇
骨化三醇（INN：calcitriol）又称促鈣三醇、鈣化三醇、1,25-二羟胆钙化醇（1α,25-dihydroxycholecalciferol，1,25-DHCC）、1,25-二羟维生素D3，是维生素D的活性形式，在正常的情況下由腎臟製造。
骨化三醇是一種激素，可結合並激活細胞核中的維生素D受體，而增加許多基因的表達。骨化三醇主要透過增加腸道對鈣的吸收來增加血液中的鈣離子，在调节血钙与血磷浓度方面有重要作用。
骨化三醇制剂可用于治疗低钙血症、低磷酸盐血症、佝偻病和慢性肾衰竭和甲状旁腺机能减低伴随的骨营养不良，亦用于早产婴儿手足搐搦以及代谢，并作为营养不足所致维生素D缺乏的防治。

## 生物合成
7-脱氢胆固醇在皮肤内经紫外线的照射下生成胆钙化醇（维生素D3），后者在肝脏中经羟化酶系的作用下羟化为25-羟胆钙化醇，继而经血液被转运到肾臟，肾脏近曲小管细胞中的CYP27B1（細胞色素 P450 27B1）将25-羟胆钙化醇羟化为1,25-二羟胆钙化醇。

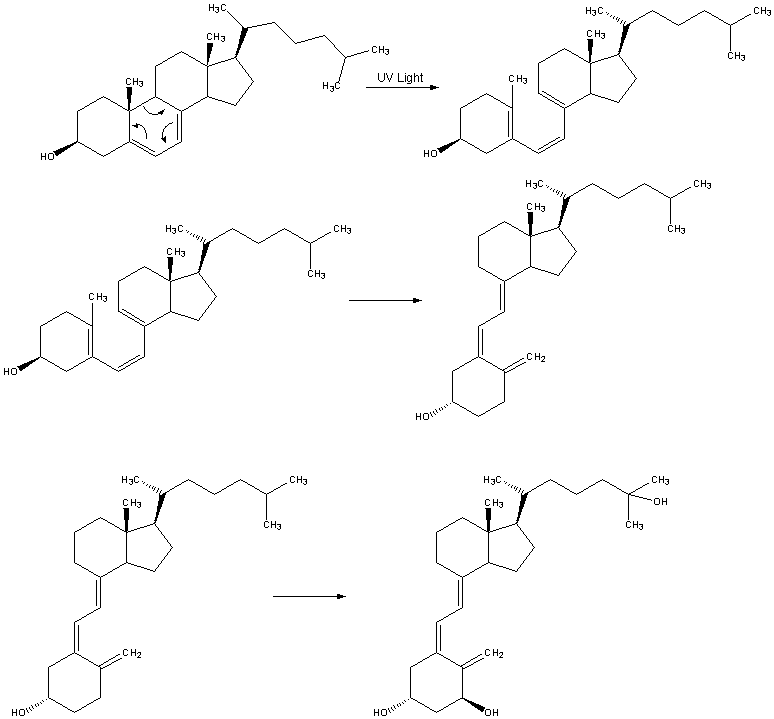
骨化三醇合成

当血液中维生素D、钙、磷的含量下降时，1,25-二羟胆钙化醇生成量會增加。副甲狀腺素会增加肾脏中CYP27B1的活性，使得1,25-二羟胆钙化醇生成量增多，可协同副甲狀腺素增加血钙。

## 生理作用
- 加速合成钙结合蛋白，而使得肠道吸收钙质。
- 促进肠道吸收磷。
- 同时增加破骨细胞与成骨细胞的数量，但对前者的效应要高于后者，故总体来说是增加血钙。
- 增强肾小管对钙和磷的重吸收，而减少尿液中钙的流失。

故总体来说，骨化三醇可增加血液中钙和磷的含量。
骨化三醇的作用原理很多情况下是通过与维生素D受体（VDR）结合，例如小肠上皮细胞细胞质中的受体与骨化三醇结合而成的配体-受体复合物转移到到细胞核中作为促进钙结合蛋白的编码基因的表达的转录因子，钙结合蛋白增加使细胞主动运输更多的钙离子，而提高钙离子吸收水平。吸收钙离子同时为维持电中性也需要运输阴离子，主要是吸收无机磷酸根离子，所以骨化三醇也可促进磷的吸收。

## 医疗应用
骨化三醇用于治疗低血钙症、副腎上腺功能减退症（成人）、骨質軟化、佝偻病（婴幼儿）、慢性肾脏病（腎病變引起的低血鈣症和副甲狀腺功能亢進症）、肾性骨病、骨质疏松症、副甲狀腺功能亢進症引起的低血鈣症、家族性低磷血症（familial hypophosphatemia），以及预防糖皮质素引起的骨质疏松症。給藥方式為透過口服或是靜脈注射。
骨化三醇和其他维生素D受体-配体类似物在调节血钙之外方面的应用也通过验证，其口服劑用于治疗乾癣和乾癬性關節炎，但对乾癣的疗效证据尚不充分。维生素D类似物钙泊三醇是比较常用的治疗乾癣药物。

## 副作用
過量使用會導致虛弱、頭痛、噁心、便秘、泌尿道感染和腹痛等副作用。嚴重的副作用有高血鈣和過敏性休克。建議個體在開始用藥和改變劑量之後要定期進行血液檢查。
相对于其他的维生素D化合物在临床上的使用（胆钙化醇，麦角钙化醇），骨化三醇有更高诱导高血钙症的风险。然而由于其相对短的生物半衰期，副作用也相对容易处理。

### 代謝
骨化三醇在體內的生物半衰期以小時為單位，而其前體骨化二醇的生物半衰期以週為單位。骨化三醇透過進一步羥基化形成1,24,25-三羥基維生素D、活性維生素 D3酸而失去活性。這是透過CYP24A1的作用而發生。活性維生素 D3酸更易溶於水，會隨膽汁和尿液排出。

## 歷史
骨化三醇於1971年首次由在美國教授Hector DeLuca所主持實驗室中工作的麥克·H.·郝力克，另外還有安東尼·諾曼及其同事們所發現。
骨化三醇於1971年被確定為維生素D的活性形式，於1978年在美國被批准用作醫療用途。它有通用名藥物在市面販售。它是美國於2021年排名第258最常使用的處方藥，開立的處方箋數量超過100萬張。
此藥品已被列入世界衛生組織基本藥物標準清單之中。

## 社會與文化
骨化三醇有多種商品名，如Rocaltrol (羅氏藥廠)、Calcijex (亞培)、Decostriol (Mibe藥廠、Jesalis藥廠)、Vectical (Galderma藥廠) 和 Rolsical (太陽製藥)。